# دردارة (المغرب)
دردارة هي إجماعة قروية في دائرة باب تازة التابعة لإقليم شفشاون في المملكة المغربية. يتبع درادرة 4 مشيخات و42 دوار، وبلغ عدد سكانها 10762 فرداً سنة 2004 حسب الإحصاء الرسمي للسكان والسكنى.

## التقسيمات الإداريّة
تعتبر دردارة إحدى الجماعات القروية المشكّلة لدائرة باب تازة، وهو التقسيم الإداري من المستوى الخامس المعتمد في المغرب. تنقسم دائرة باب تازة إلى 8 جماعات قروية تختلف من حيث السكان والمساحة، والتي بدورها تنقسم إلى مشيخات تضم عدداً من الدواوير.